# Ebeye
Ebeye (marshallsky: Epja) je nejlidnatější ostrov atolu Kwajalein na Marshallových ostrovech. Rozloha činí 0,36 kilometru čtverečních. Ostrov trpí vysokou přelidněností, protože má přes devět tisíc obyvatel (přibližně pětina celkové populace Marshallových ostrovů). Odhaduje se, že přes 50% obyvatel je mladší osmnácti let. Je střediskem dění v rovnoběžném pásu atolů a ostrovů zvaného Ralik.

## Geografie
Ebeye je pátý nejvíce hustě osídlený ostrov na světě.
Je vzdálen přibližně 400 kilometrů od hlavního města Majuro.